# Chaim Siemiatycki
Chaim Siemiatycki, pseud. Chaim Tiktiner, Chaim T. (ur. 1908 w Tykocinie, zamordowany we wrześniu 1943 w Ponarach pod Wilnem), poeta żydowski, piszący w języku jidysz.
Odebrał tradycyjne wykształcenie żydowskie w chederze i jeszybocie, uzyskał formalne prawa rabinackie. Od 1929 mieszkał w Wilnie, utrzymując się z prac dorywczych. W tymże roku debiutował jako poeta w dzienniku Hajnt. Publikował wiersze, opowiadania i artykuły o tematyce literackiej w pismach żydowskich ukazujących się w Polsce i Nowym Jorku, wydał dwa zbiory wierszy – Ojsgestrekte hent (Wyciągnięte ręce, Warszawa 1935) i Tropns toj (Krople rosy, Warszawa 1938). W 1939 żydowski PEN-Club w Polsce przyznał mu nagrodę literacką im. I. L. Pereca. W latach 1939–1941 przebywał w Białymstoku, gdzie pracował jako robotnik i nie zajmował się literaturą. Zginął rozstrzelany przez Niemców w egzekucji masowej w Ponarach.
Był uważany za "wybitnego liryka o dużej wrażliwości na przyrodę i atmosferę codzienności, wyróżniającego się głęboką religijnością" (Chone Shmeruk, w artykule w Polskim Słowniku Biograficznym). W polskim przekładzie wiersze Siemiatyckiego ukazały się w Antologii poezji żydowskiej (1868-1968) (Londyn 1980, red. Z. Szeps) i Antologii poezji żydowskiej (Warszawa 1983, red. S. Łastik i A. Słucki).
Źródła
- Chone Shmeruk, Chaim Siemiatycki, w: Polski Słownik Biograficzny, tom XXXVI, 1995-1996